# Typocaeta parva
Typocaeta parva är en skalbaggsart som först beskrevs av Stefan von Breuning 1940.  Typocaeta parva ingår i släktet Typocaeta och familjen långhorningar.
Artens utbredningsområde är Angola. Inga underarter finns listade i Catalogue of Life.